# Sunshine pop
Sunshine pop (originalmente conhecido como soft pop) é um subgênero da música pop que se originou no sul da Califórnia em meados dos anos 1960. Com raízes em jingles fáceis de ouvir e publicitários, os atos do sunshine pop combinavam estados de ânimo nostálgicos ou ansiosos com "uma apreciação pela beleza do mundo". Em grande parte, consistia de artistas menos conhecidos que imitavam grupos mais populares, como os Mamas & the Papas e o 5th Dimension. Enquanto os Beach Boys são notados como influências proeminentes, virtualmente nenhuma música da própria banda era representativa do gênero.
Sunshine pop fez sucesso na mídia na segunda metade da década, com muitos de seus 40 maiores sucessos atingindo o auge na primavera e no verão de 1967, especialmente pouco antes do Summer of Love. Artistas populares incluem The Turtles e The Association. Outros grupos, como Millennium, Sagittarius e Yellow Balloon tiveram menos sucesso, mas ganharam um culto anos depois com álbuns como Begin (Millennium, 1968) e Present Tense (Sagittarius, 1968) sendo procurados pelos colecionadores.

## Origens e características
Sunshine pop se originou na Califórnia em meados dos anos 1960, começando como uma consequência do California Sound e movimentos de folk rock. Enraizada em jingles publicitários e fáceis de ouvir, e na crescente cultura das drogas, a música era caracterizada por vocais exuberantes e arranjos leves semelhantes ao samba. A maioria dos artistas eram bandas menos conhecidas com nomes de frutas, cores ou conceitos cósmicos que imitavam grupos mais populares como Beach Boys, Mamas & the Papas e the 5th Dimension. Em alguns aspectos, o gênero é semelhante à música pop barroca por ser elaborado e melancólico, embora também tenha cruzado com os estilos folk-pop e Brill Building. Pode ser visto como uma forma de escapismo da turbulência da época. Noel Murray, do The AV Club, escreve: "Os shows do sunshine pop expressaram uma apreciação pela beleza do mundo misturada com uma sensação de ansiedade porque os bons e velhos tempos se foram para sempre".
Alguns dos artistas que influenciaram o estilo incluem Curt Boettcher, John Phillips dos Mamas & the Papas e Brian Wilson dos Beach Boys. Com relação ao envolvimento dos Beach Boys com o sunshine pop, o estilo orquestral de Pet Sounds (1966) foi imitado por muitos produtores de discos de Los Angeles, mas como o The AV Club observa: "Embora [os Beach Boys] ... tenham tido uma grande influência no Sunshine pop que se seguiu, [sua] música raramente estava em sintonia com o gênero". Joel Goldenburg, do The Suburban acredita que o mais próximo que o grupo chegou do gênero foi o álbum Friends (1968): "os vocais das canções pop do sol são um pouco mais anônimos e não tão exuberantes como os dos Beach Boys. E eu não vejo a conexão [Phil] Spector. O leve toque aplicado nas músicas me lembra mais o samba suave". Murray diz que "John Phillips, por outro lado, praticamente criou o projeto do sunshine pop, com um pouco da estranheza não comercial de Wilson". Brian Wilson comentou que "você pode virar os Beach Boys de cabeça para baixo ... apenas a faixa ou qualquer outra coisa, e eu acho que eles [The Mamas & the Papas] têm tanto vocal quanto nós fazemos faixa ... enquanto, eu acho, enfatize um pouco mais a faixa do que o vocal".
Sunshine pop e a influência do California Sound se expandiram para outros países. Na Espanha, foi inicialmente iniciado por grupos como Pic-Nic, Granada Los Ángeles e Los Iberos em 1968. Entre 1969 e 1970 houve uma explosão de bandas de "soft pop" no país, entre elas Los Yetis, Solera, Módulos, Nuevos Horizontes e Vainica Doble.

## Redescoberta
Após seu pico na década de 1960, o gênero permaneceu quase na obscuridade, embora tenha desfrutado de algum interesse entre os colecionadores de singles e LPs de vinil raros. Álbuns selecionados ocasionalmente alcançariam preços elevados em leilões online ou em lojas de discos. Um nome foi eventualmente dado à música, "sunshine pop", embora raramente fosse implantado fora dos círculos de coleção de discos. No início da década de 1990, um interesse renovado começou no Japão, onde as gravadoras começaram a publicar compilações de música obscura e esquecida da década de 1960. Esse avivamento subsequentemente se espalhou pela Europa e Estados Unidos.
Compilações e box-sets de grupos como Spanky e Our Gang, The Association, The Arbours e The Love Generation foram lançados em CD. Entre as gravadoras que emitem relançamentos pop de sol estão a Revola Records na Grã-Bretanha e a gravadora americana Sundazed.